# Pontevedra (Negros occidental)
Pour les articles homonymes, voir Pontevedra (homonymie).
Pontevedra est une localité de la province du Negros occidental, aux Philippines. En 2015, elle compte 51 866 habitants.